# مارسيلو أنتوني
مارسيلو أنتوني (بالبرتغالية: Marcello Antony‏) هو ممثل برازيلي، ولد في 25 يناير 1965 في البرازيل.

## وصلات خارجية
- مارسيلو أنتوني على موقع IMDb (الإنجليزية)
- مارسيلو أنتوني على موقع ألو سيني (الفرنسية)
- مارسيلو أنتوني على موقع أول موفي (الإنجليزية)
- مارسيلو أنتوني على موقع قاعدة بيانات الفيلم (الإنجليزية)
- مارسيلو أنتوني على موقع كينوبويسك (الروسية)